# Gare de Vic - Mireval
Gare de Vic - Mireval vasútállomás Franciaországban, Mireval településen.

## Vasútvonalak
Az állomást az alábbi vasútvonalak érintik:
- Tarascon–Sète-Ville-vasútvonal

## Kapcsolódó állomások
A vasútállomáshoz az alábbi állomások vannak a legközelebb:
- Gare de Villeneuve-lès-Maguelone (Gare de Tarascon, Tarascon–Sète-Ville-vasútvonal)
- Gare de Frontignan (Gare de Sète, Tarascon–Sète-Ville-vasútvonal)